# Museu de Melilha
O Museu de Melilla é um museu da cidade espanhola de Melilla localizado no antigo Almacén de las Peñuelas, no Primeiro Recinto Fortificado de Melilla la Vieja .

## História
No início do século XX, Rafael Fernández de Castro começou a recolher as peças e o material resultante das escavações do Cerro de San Lorenzo na Casa Salama, sede da Junta de Árbitros, embora não fosse oficialmente considerada um museu, pois não havia catalogação nem exposição pública.
Anos mais tarde, o Museu Municipal surgiu no subsolo do auditório do Parque Hernández, aberto ao público e transferido, sua localização não era adequada, na década de 1950 para o Baluarte de la Concepción Alta, em um museu histórico com duas seções, Arqueologia e Documentação, além de coleções militares e emblemas heráldicos.
Permaneceram ali até 1987, quando se mudaram para a Torre de la Vela e daí para os Almacenes de las Peñuelas, onde permanece desde 2011, sendo em 11 de setembro de 2018, uma seção dedicada ao povo cigano.
Museu Etnográfico das Culturas Sefardita, Berbere e Cigana

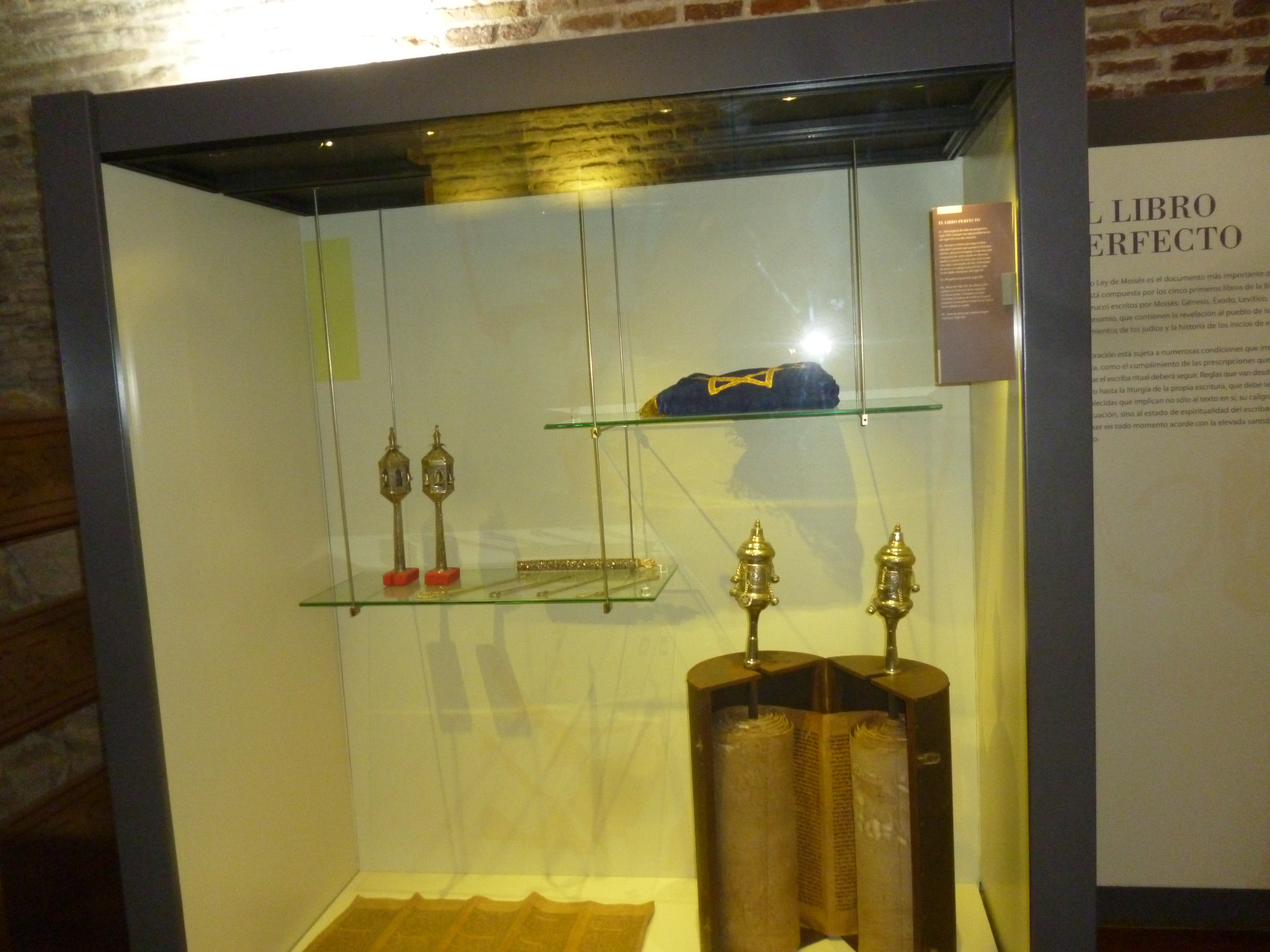
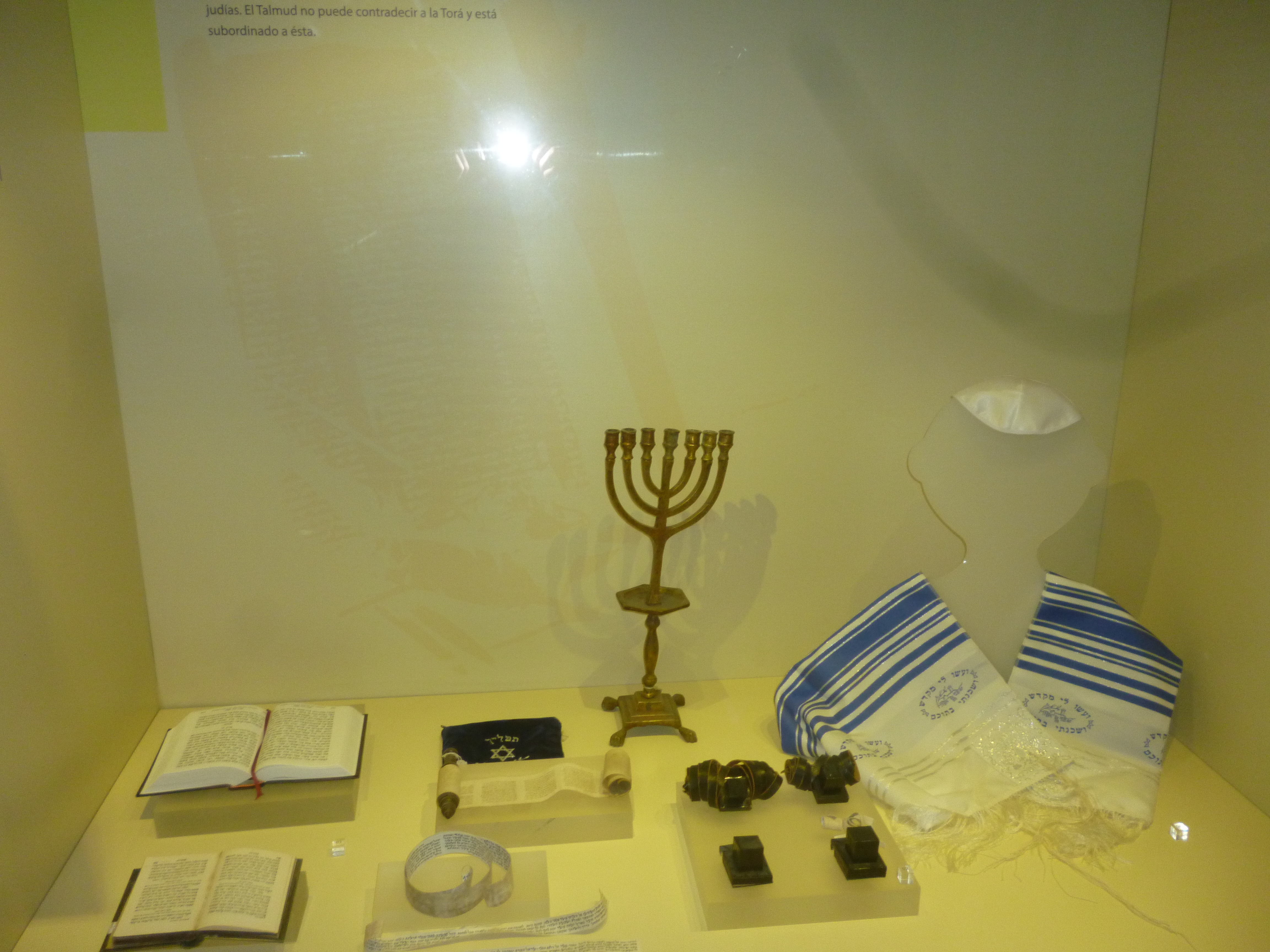
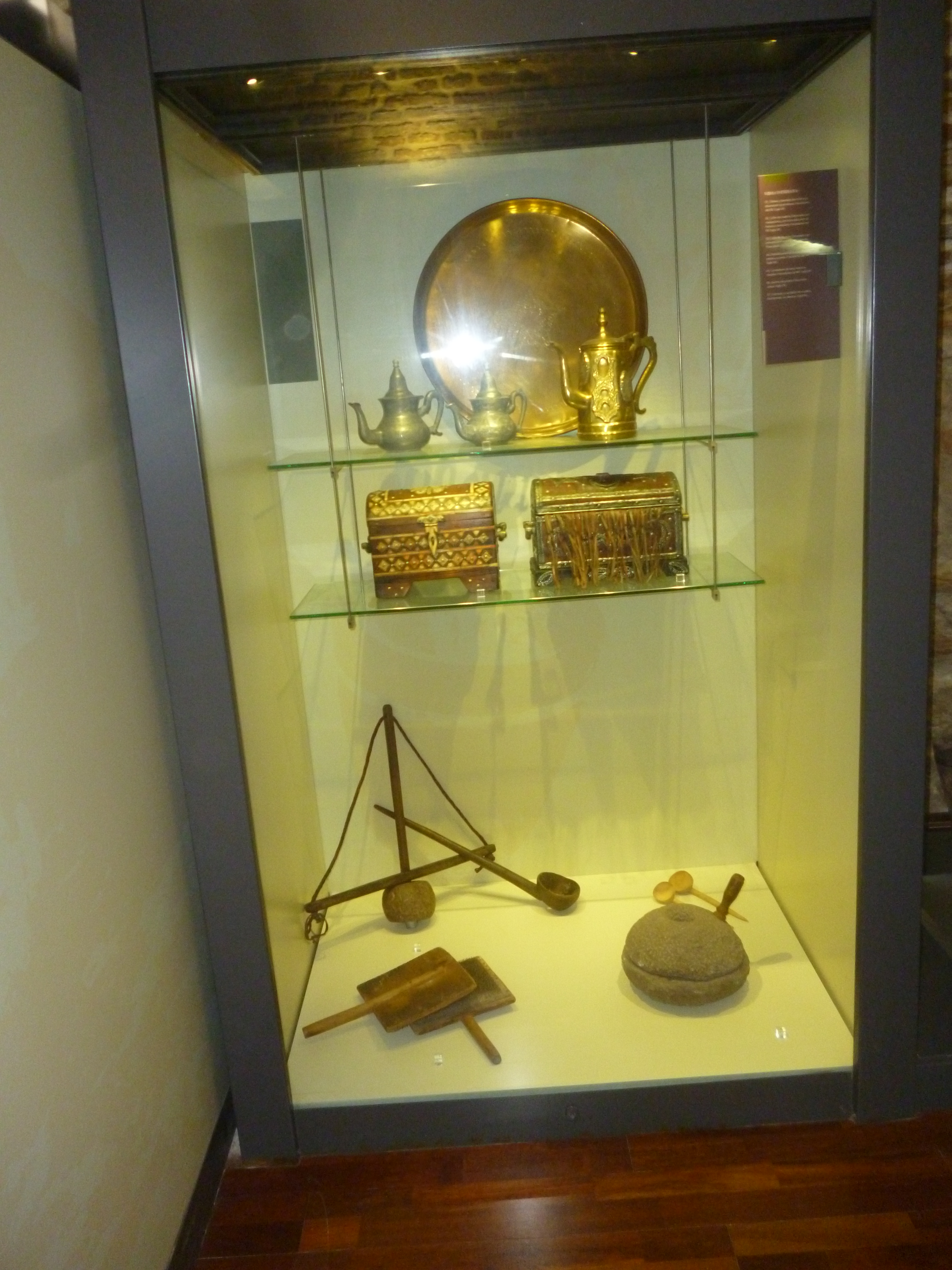
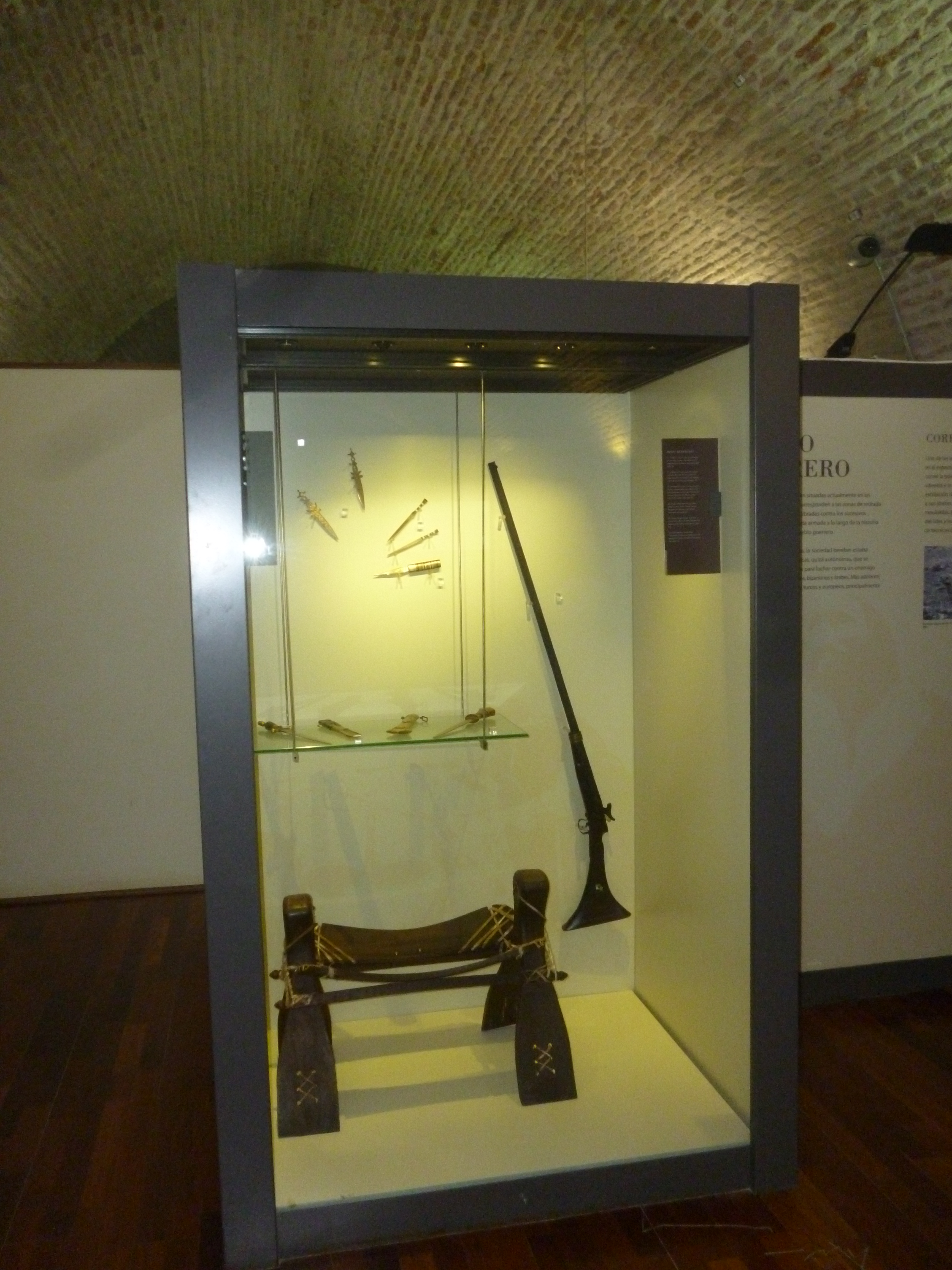
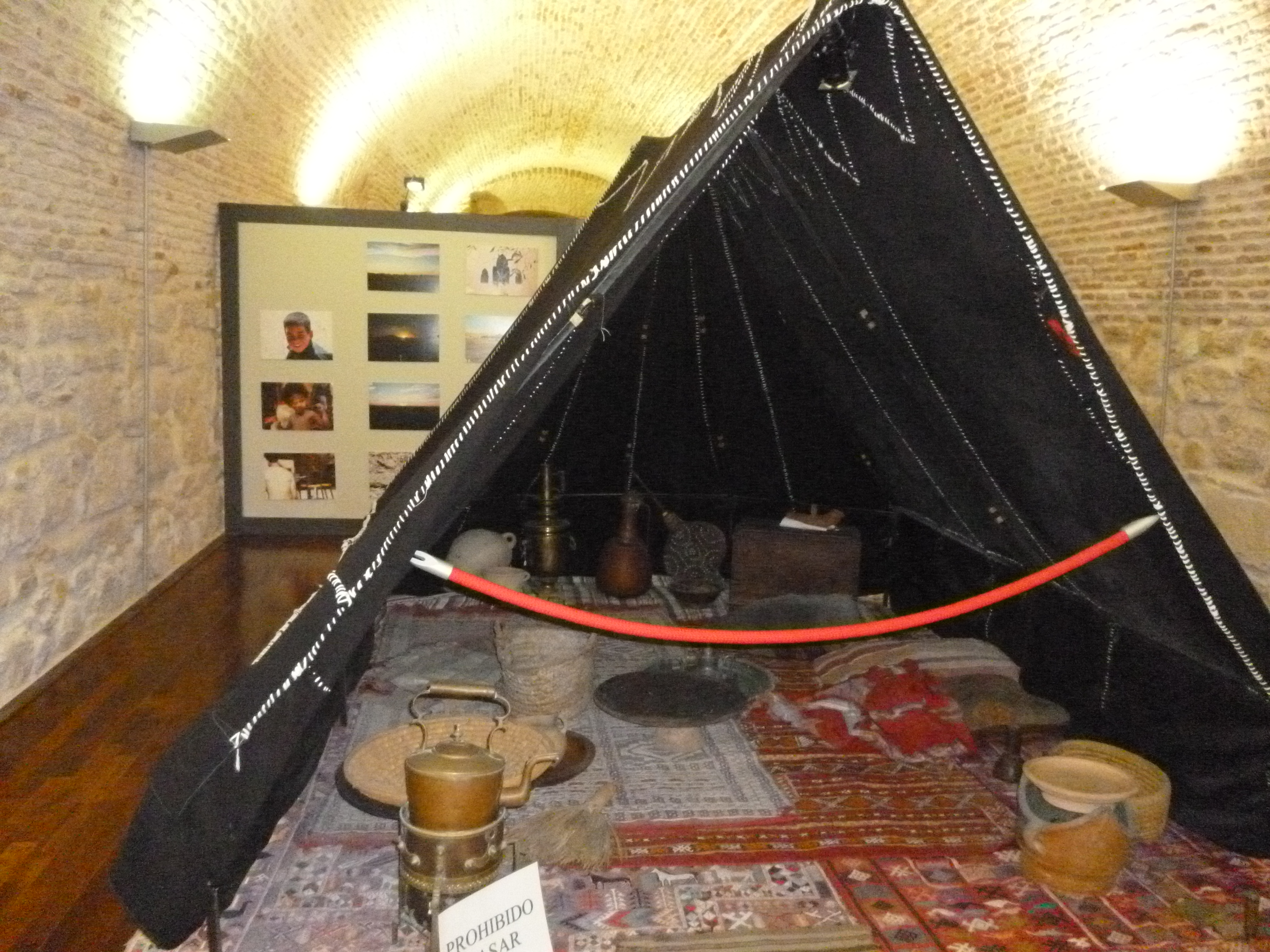
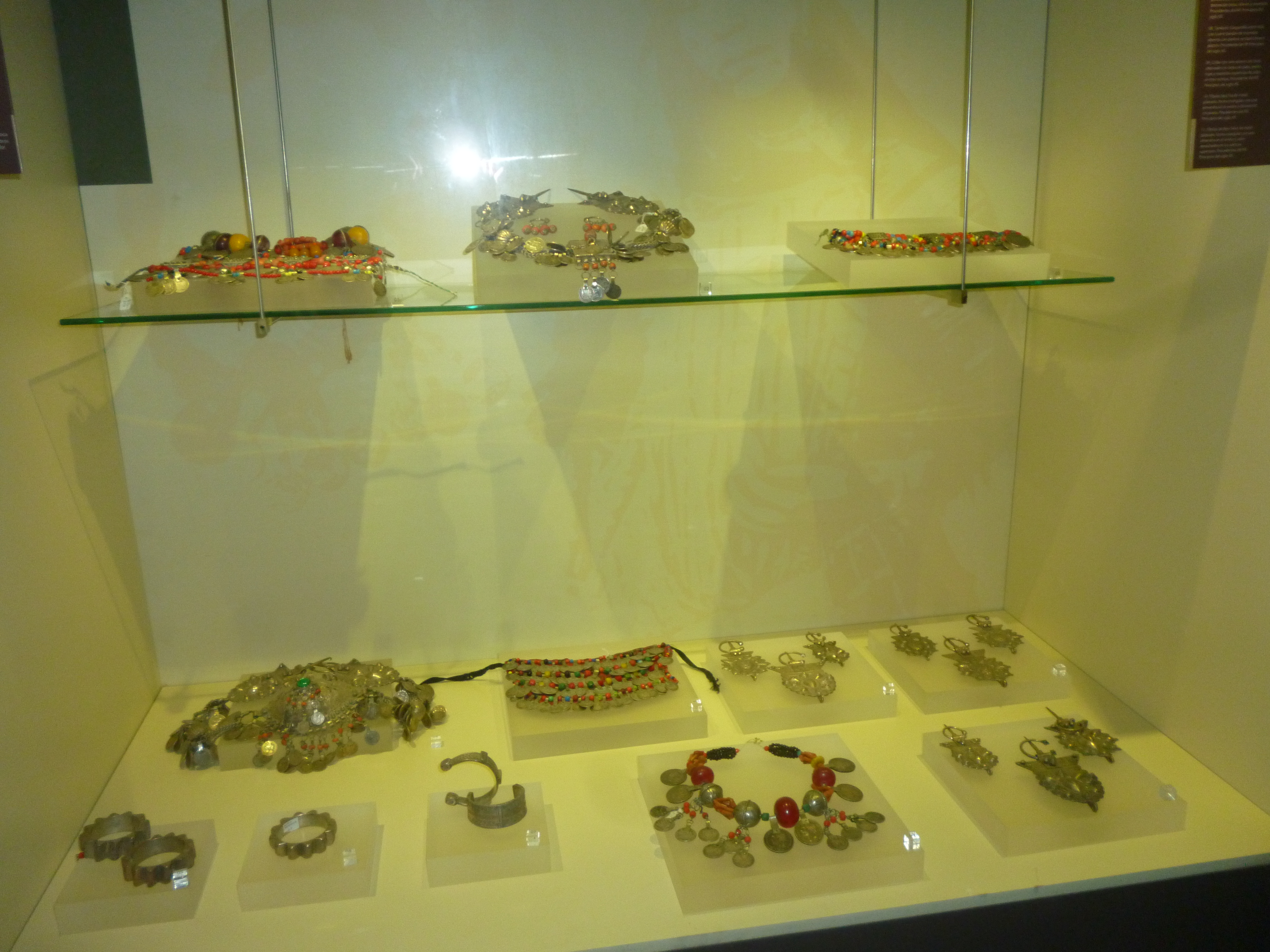
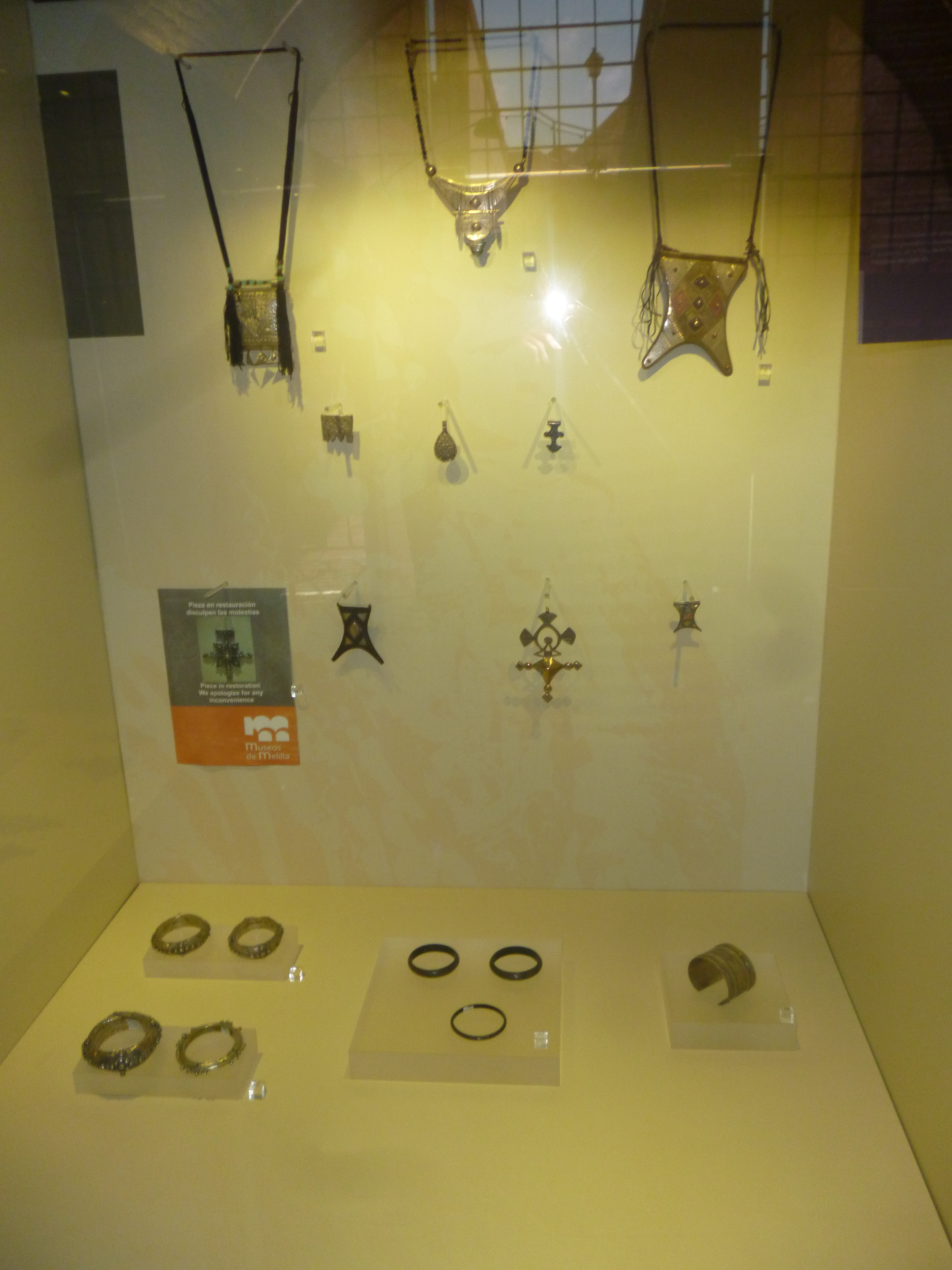
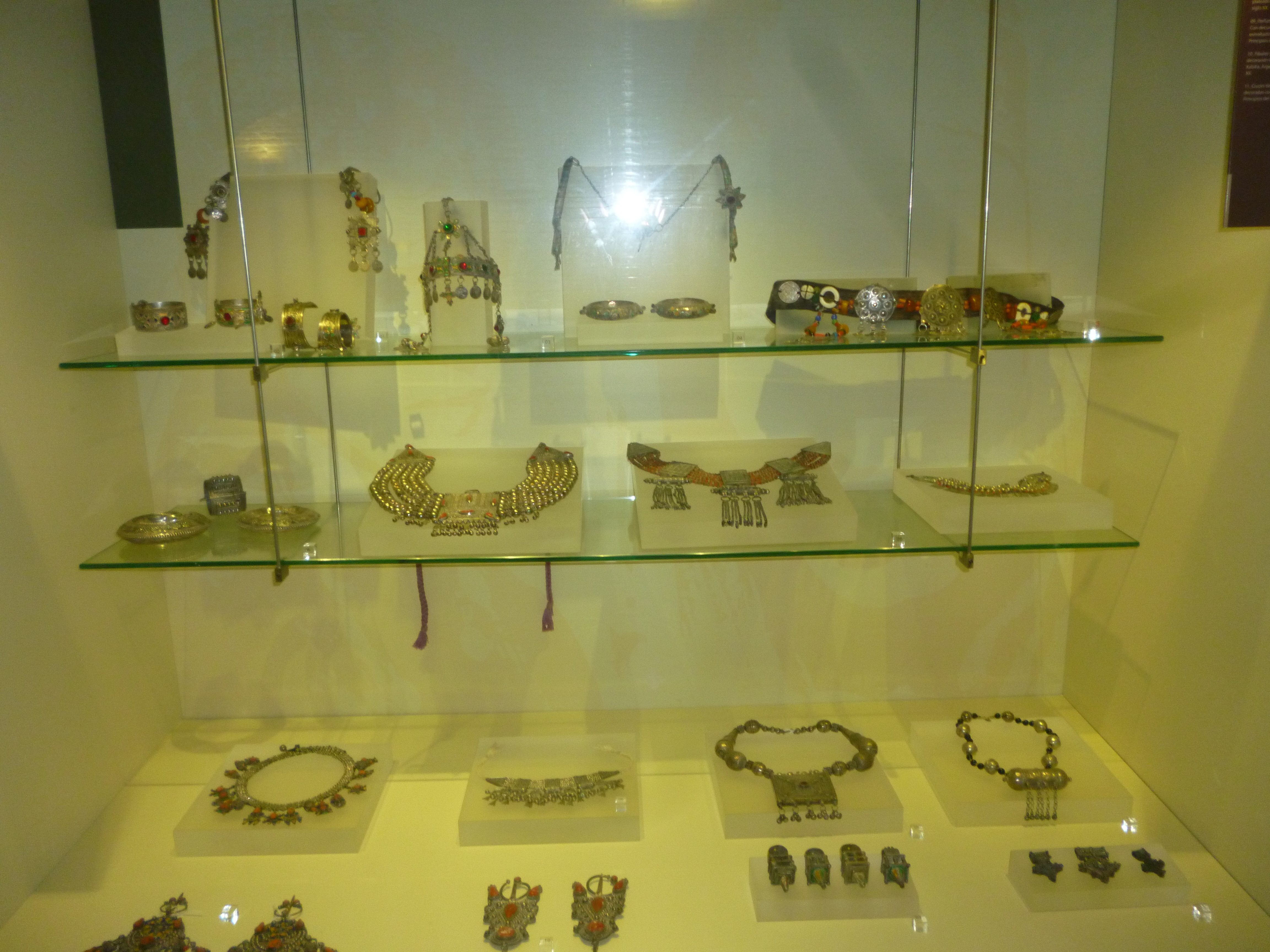
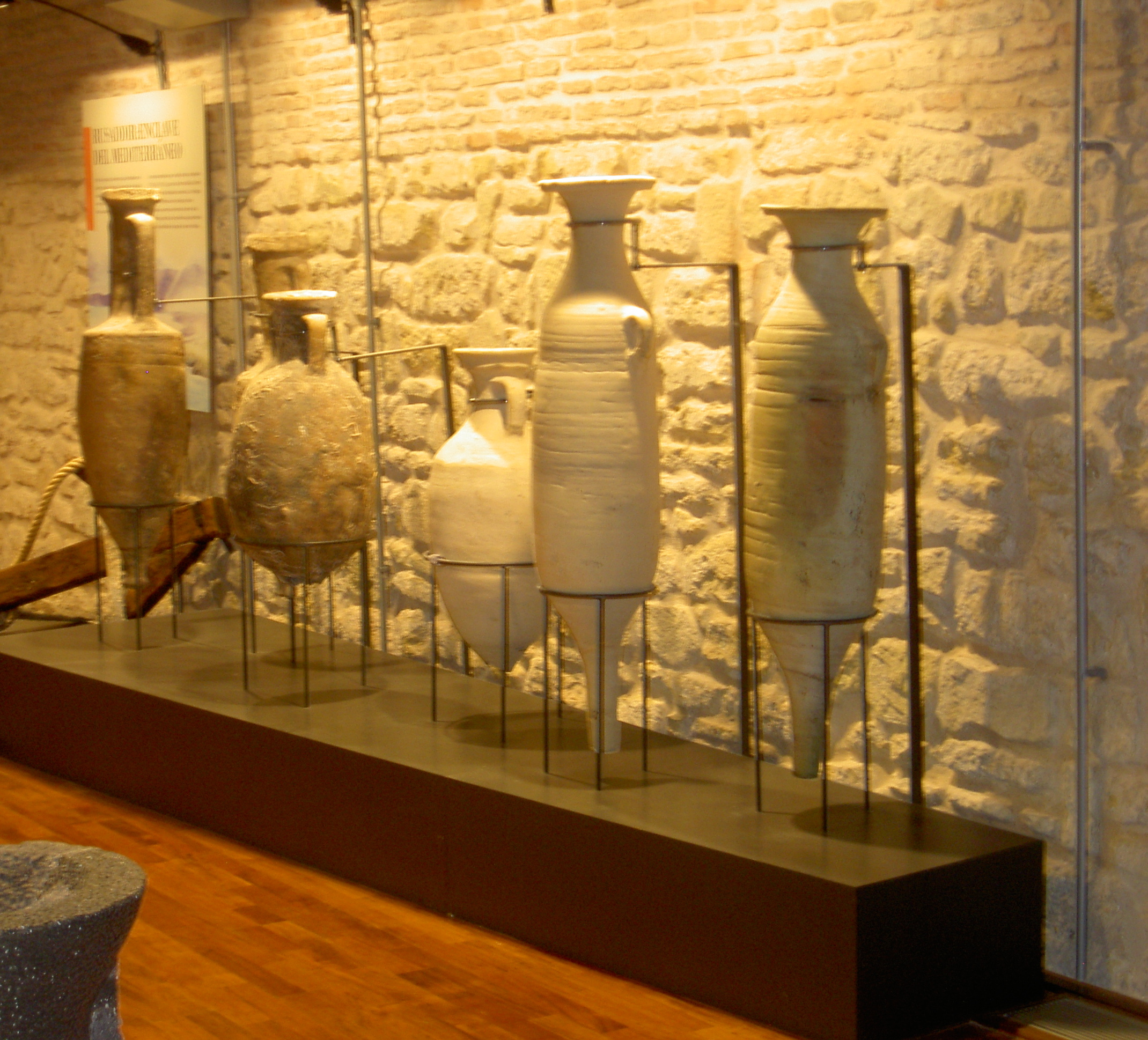

Está localizado no térreo, destacando-se a recriação da Sinagoga Or Zaruah e a coleção de joias berberes.

Museu de Arqueologia e História

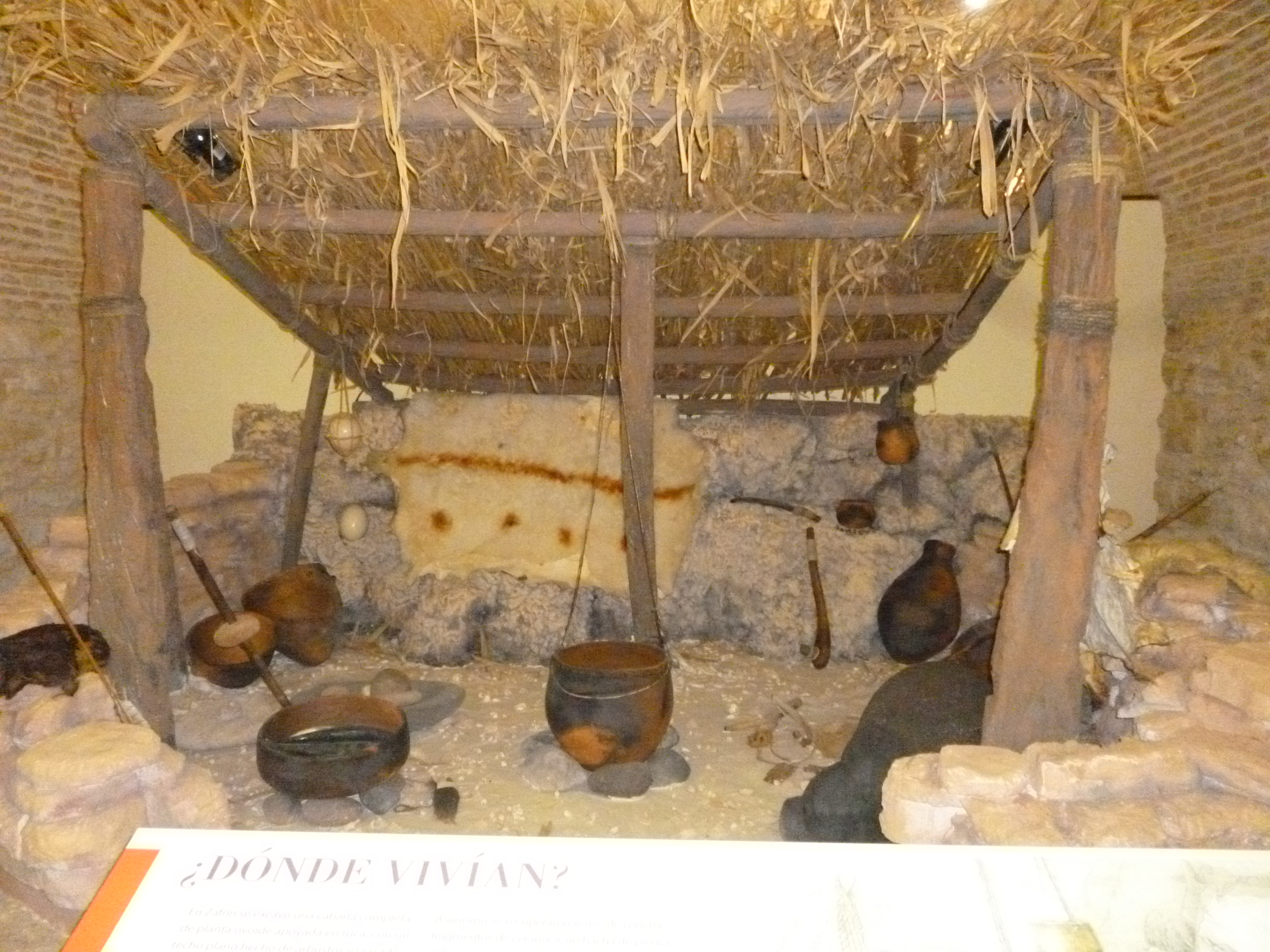
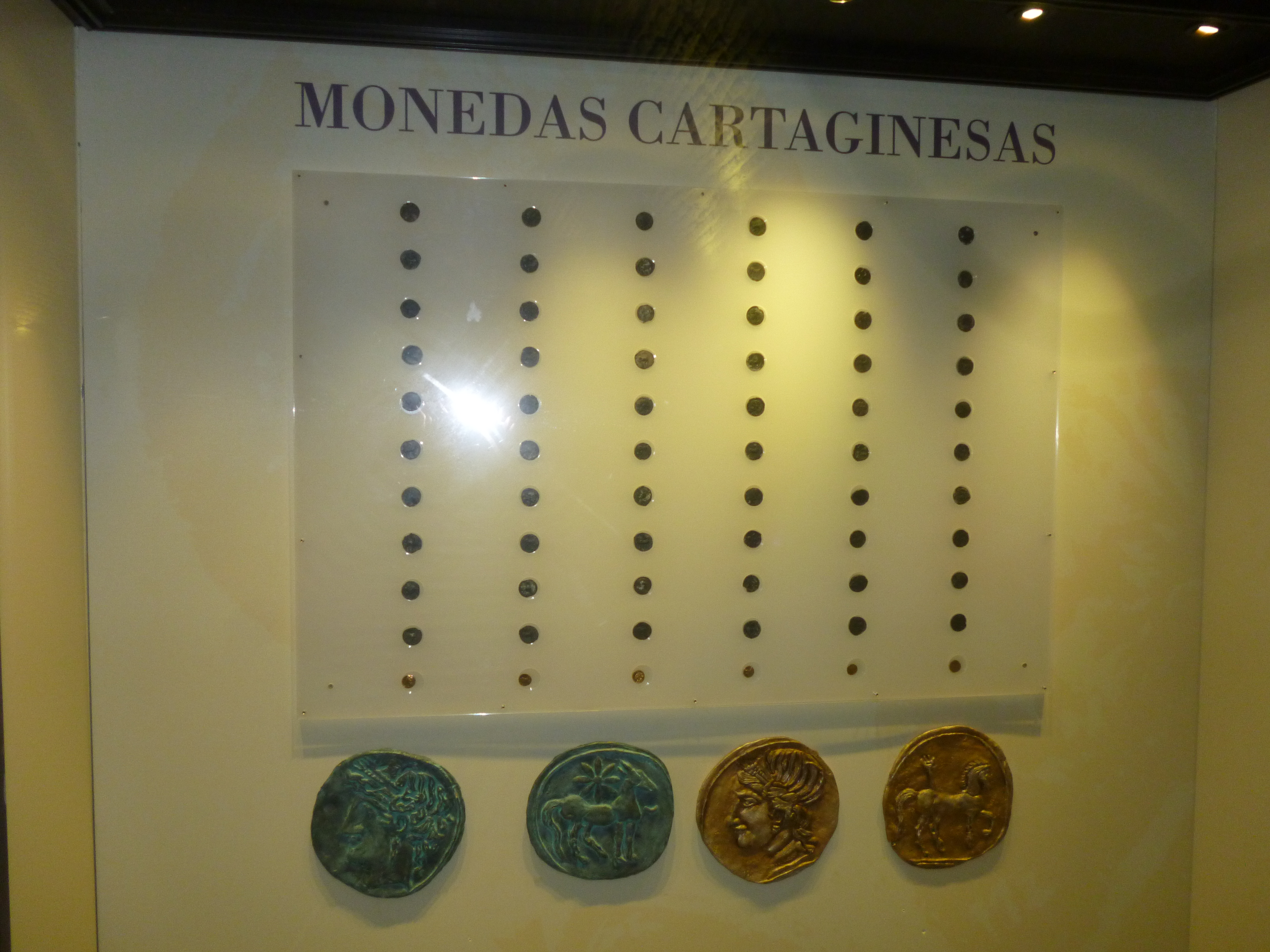

No andar superior, encontra-se a cerâmica de El Zafrín, moedas cartaginesas, a recriação de um enterro mouro, um tesouro muçulmano, uma maquete gigante de Melilla la Vieja, uma cópia da de León Gil de Palacios, bustos de Afonso XIII e da República, além de uma infinidade de plantas.